# Ronan Browne
Ronan Browne (Dublin, 1965) is een Ierse Folk-muzikant voornamelijk bekend door zijn spel op de uilleann pipes. Muzikanten zoals Séamus Ennis, Willie Clancy en Denis Murphy waren regelmatige gasten bij zijn familie. Op zevenjarige leeftijd begon Ronan al te spelen op de uilleann pipes. Hij werd geïnspireerd door spelers als Willie Clancy, Johnny Doran en Seamus Ennis. De vioolspelers Dennis Murphy en Tommy Potts speelden een grote rol bij het vormen van zijn stijl van spelen. Ofschoon hij het best bekend is als een traditionele muzikant staat hij ook open voor andere muziek-stijlen. Ronan heeft door de jaren heen gewerkt met bekende muzikanten zoals: Dónal Lunny, Peadar O'Riada, Alan Stivell, Phillip Donnelly, Finbarr Wright, The Indigo Girls, Elvis Costello, Andy M. Stewart, Manus Lunny, Bill Whelan, Tommy Halferty, Michael Kamen, Richie Buckley, Sinéad O'Connor, de band Capercaille en Deep Forest. Op dit moment werkt Ronan samen met Sean Corcoran en Desi Wilkinson in de groep Cran. Hij speelde ook samen met Kevin Glackin.

## Discografie
- 1982 "Dysart Tola" Music from Dublin and Clare
- 1988 "Round the House" Music for Set Dancing
- 1988 "Mind The Dresser" Music for Set Dancing
- 1988 "The South West Wind" An album recorded with the celebrated fiddle and flute player from Co. Clare, Peter O'Loughlin. It was critically acclaimed as the Best Irish music album in 1988
- 1989 "Five Guys Named Mo" with Donal Lunny and the Canadian group of the same name
- 1990 "At It Again" A contempory Irish and Scottish album by Manus Lunny and Andy M. Stewart
- 1991 "Bringing It All Back Home" The accompanying album to the television series
- 1991 "The Final Fantasy IV Celtic Moon" Music for Japanese video game
- 1992 "Next Generation" The Irish Folk Festival duet with Kevin Glackin
- 1992 "The Secret Of Roan Inish" Soundtrack to the film
- 1992 "The Indigo Girls" with Donal Lunny and the pop duo of the same name
- 1993 "Angels Candles" Maire Breatnach and her band - contemporary Irish music
- 1994 "Heritage Des Celtes" With Donal Lunny and Dan Ar Bras
- 1994 "Taobh Na Greine/Under The Sun" Seosaimhin Ni Bhaoglaoich and Donal Lunny
- 1994 "Tir Na nOg"  Anne Wylie
- 1994 "Branohm - The Voyage Of Bran"  Maire Breatnach
- 1994 "Winds Of Freedom" John Beag
- 1994 "Riverdance" Theme Music for Eurovision '94 - Anuna and The RTE Concert Orchestra
- 1994 "Drones And Chanters" Vol. 2 Solo Piping Compilation
- 1995 "Alan Stivell's new CD
- 1995 "The Crooked Stair" - with the band Cran
- 1995 "Rivers Of Sound" The accompanying album to the TV series
- 1995 "Riverdance - The Show"
- 1996 "Circle Of Friends" Soundtrack to the film
- 1996 "Sound magic" The Afro Celt Sound System
- 1998 "Black Black Black" - with the band Cran
- 2000 "Lover's Ghost" - with the band Cran
- 2001 "The Wynd you Know" - met Triona Ní Domhnaill
- 2002 "Music from the edge of the World" - with the band Cran
- 2002 "Touch me If You Dare" - met  violist Peadar O'Loughlin